# Scarabaeus vicinus
Scarabaeus vicinus är en skalbaggsart som beskrevs av Emile Janssens 1940. Scarabaeus vicinus ingår i släktet Scarabaeus och familjen bladhorningar. Inga underarter finns listade i Catalogue of Life.